# Portrait de Giovanni Arnolfini
Le Portrait de Giovanni Arnolfini est un tableau peint par Jan van Eyck vers 1438, de 29 cm de haut sur 20 cm de large, conservé à la Gemäldegalerie à Berlin. Il représente Giovanni Arnolfini, riche marchand de Lucques, ville de Toscane, dans le centre de l'Italie, qui a passé la majeure partie de sa vie en Flandre.
Ce portrait peint par Jan van Eyck vers 1438 est considéré comme représentant la même personne que le célèbre portrait des époux Arnolfini de 1434 du même artiste, en raison des similitudes des traits du visage. Le tableau a longtemps été considéré comme un autoportrait, en raison de ses caractères très similaires (dans la colorisation, le costume, le ton) au L'Homme au turban rouge signé et daté à Londres, généralement accepté comme un autoportrait. Ce n'est que plus tard que l'œuvre actuelle a été associée à Arnolfini et à la peinture du double mariage.
Arnolfini porte une robe vert foncé, avec une doublure en fourrure marron foncé. Il porte un chaperon rouge avec une cornette nouée sur le dessus de la tête, avec une patte pendante vers l'arrière. Le bourrelet est torsadé. Le riche marchand est représenté avec un réalisme exigeant : aucune tentative n'est faite pour masquer les imperfections du visage. Il a de petits yeux légèrement orientaux, un grand nez et un regard impénétrable.

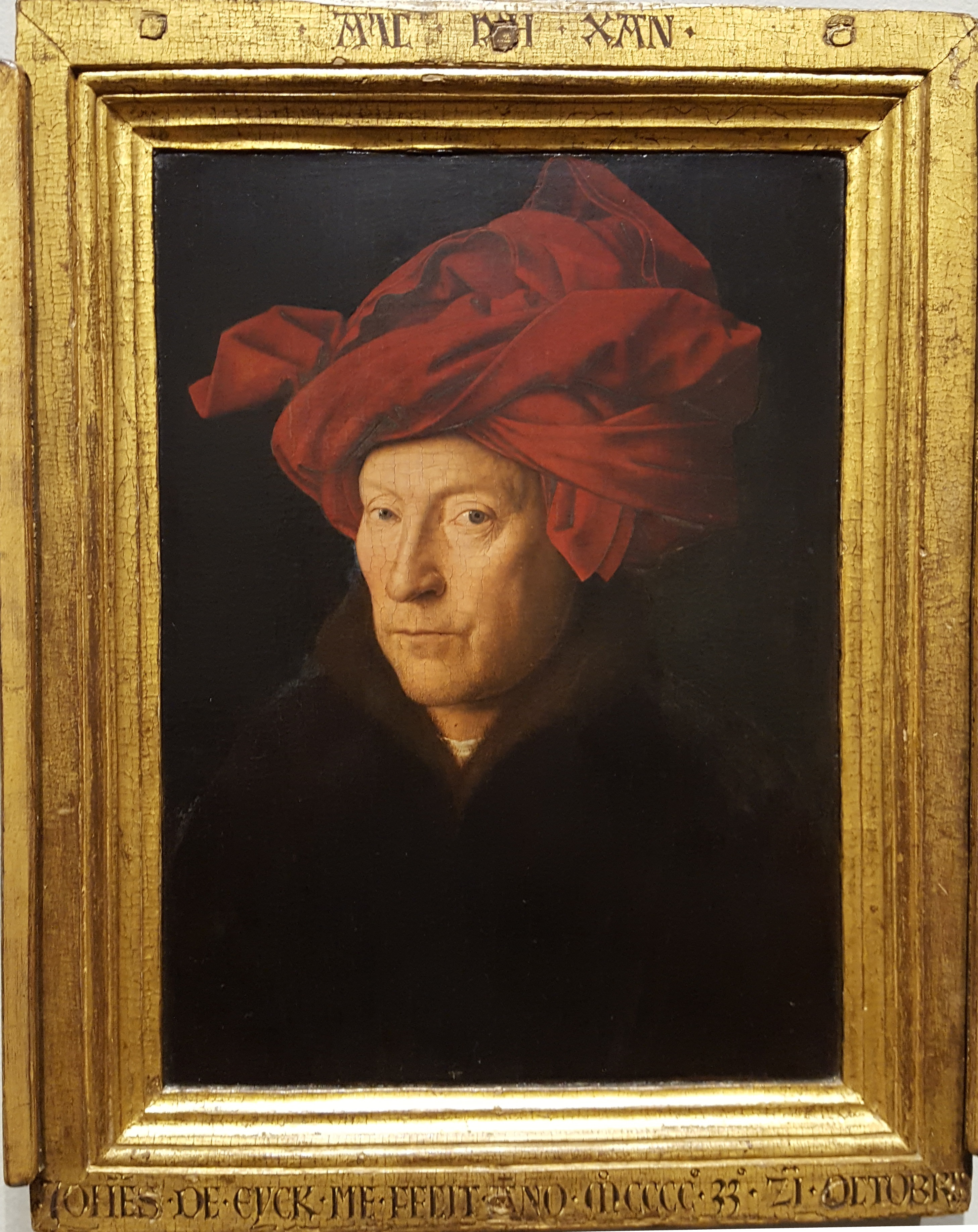
L'Homme au turban rouge (1433), avec inscriptions AlC IXH XAN et JOHES DE EYCK ME FECIT ANO MCCCC.33. 21. OCTOBRIS sur le cadre.

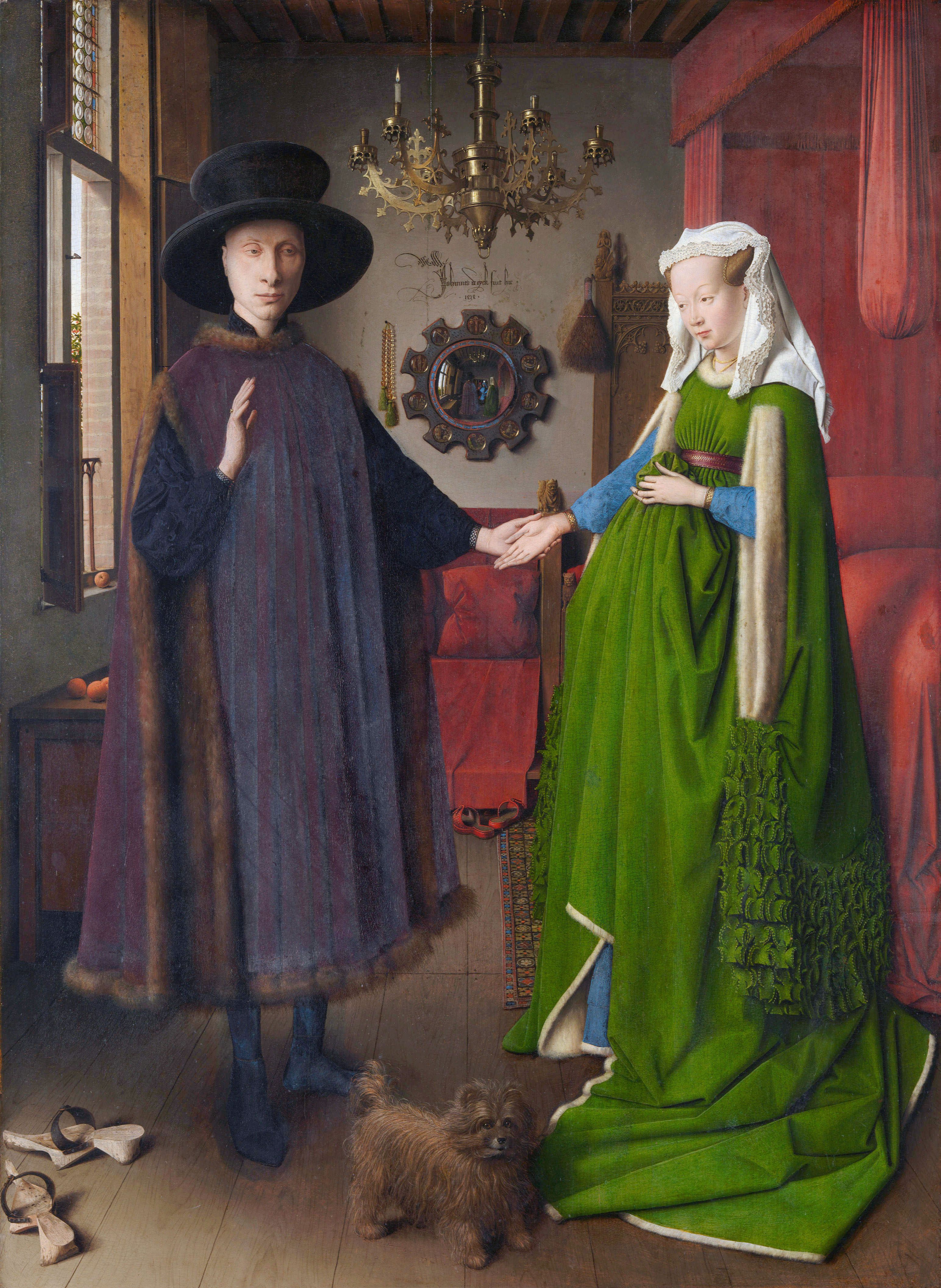
Jan van Eyck, Les époux Arnolfini, 1432. National Gallery, Londres.

La signification du rouleau tenu dans sa main droite est inconnue. Cela peut concerner la finance ou le commerce : il peut s'agir d'un type de note de crédit internationale qui venait alors d'être introduite dans le secteur bancaire européen.
Les bras croisés d'Arnolfini auraient reposé sur le cadre d'origine, maintenant perdu. Comme pour les autres portraits à personnage unique de van Eyck, le cadre aurait contenu des inscriptions indiquant la date d'achèvement. L'opinion quant à la date de la peinture a varié, les dates probables allant de 1434 à 1438. Aujourd'hui, la date ultérieure est généralement acceptée.
Le fait que van Eyck ait peint deux portraits d'Arnolfini a conduit à supposer qu'il était un ami de l'artiste. Pendant de nombreuses années, les deux œuvres n'ont pas été associées et l'identité des modèles était inconnue. Souvent, le double portrait de Londres était pris comme un portrait de l'artiste et de sa femme, Margaret. En 1857, Crowe et Cavalcaselle ont lié le double portrait de Londres aux inventaires du début du XVIe siècle de Marguerite d'Autriche et ont établi les modèles comme Giovanni di Arrigo Arnolfini et sa femme (peut-être déjà décédée), Giovanna Cenami.